# Domburg

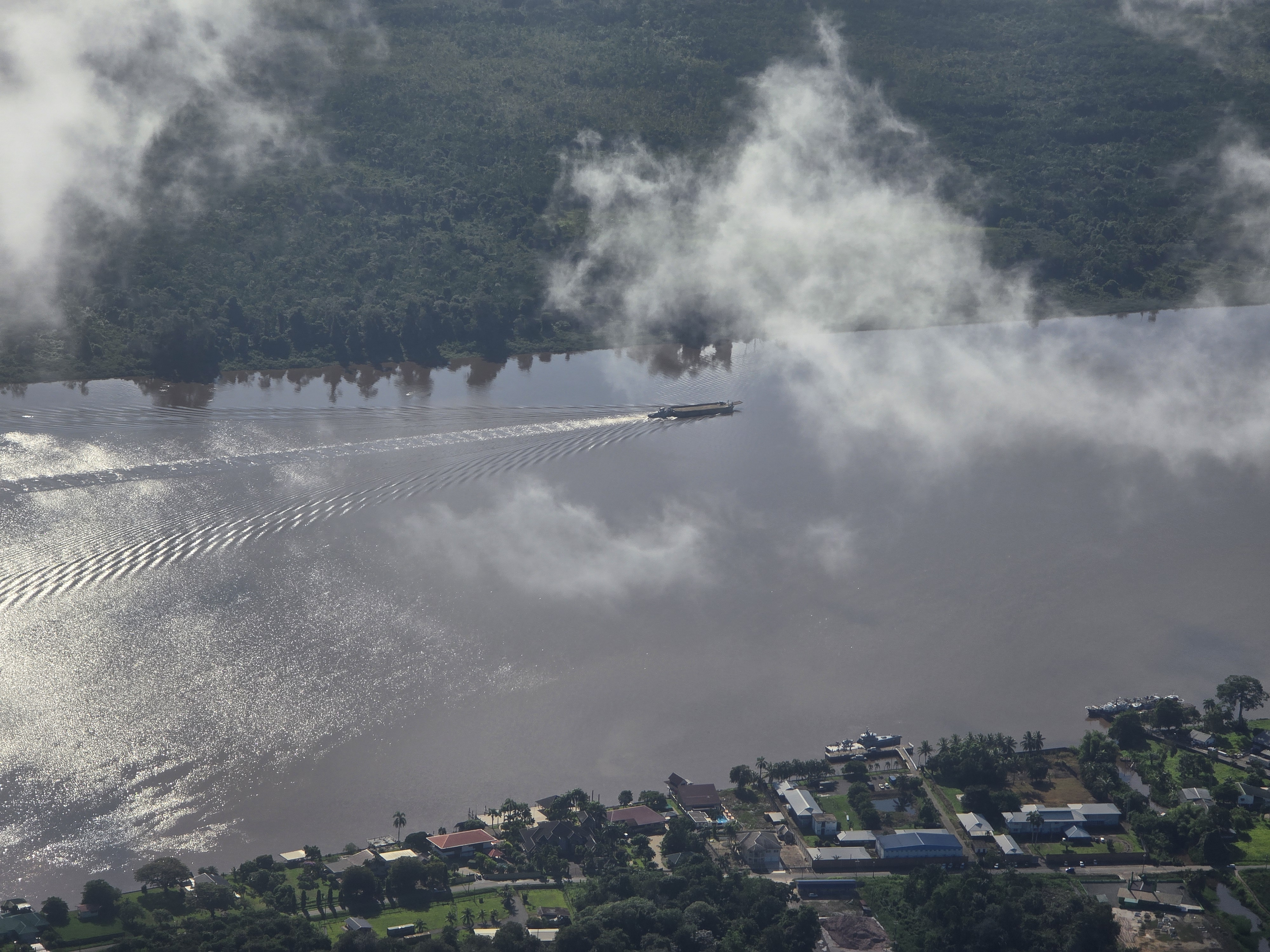
Domburg, 2025

Domburg é um subúrbio do Suriname, que está localizado no distrito de Wanica. Tem uma população de 5.500 habitantes (Censo de 2004).
No norte e leste de Domburg, há fronteira com o distrito suburbano de Commewijne, ao sul de Domburg, há o distrito de Para, e a oeste, o de Houttuin.